# 蘇珊·莎蘭登
蘇珊·莎蘭登（英語：Susan Sarandon，1946年10月4日—）為一位美國電影演員，1996年以《越過死亡線》奪得奧斯卡最佳女主角獎。1968年畢業於美國天主教大學，獲電視劇及英國文學雙學士學位。

## 影視作品
- 1975年《洛基恐怖秀》/《洛奇恐怖晚會》（The Rocky Horror Picture Show）
- 1975年《飛行怪傑》（The Great Waldo Pepper）
- 1982《大西洋城》（Atlantic City）─ 入圍奧斯卡最佳女主角獎
- 1983年《血魔》（The Hunger）
- 1985年《美麗的壞女人（英语：Compromising Positions）》
- 1987年《紫屋魔戀（英语：The Witches of Eastwick (film)）》
- 1988年《百萬金臂》/《接棒情緣》（Bull Durham）─ 入圍金球獎
- 1989年《血染的季節》（A Dry White Season）
- 1990年《情挑六月花（英语：White Palace (film)）》─ 入圍金球獎
- 1991年《末路狂花》（Thelma & Louise）─ 入圍金球獎與奧斯卡最佳女主角
- 1992年《迷幻人生》/《尋睡者》（Light Sleeper）
- 1992年（Lorenzo's Oil）─ 入圍金球獎與奧斯卡最佳女主角
- 1994年《終極證人》（The Client）─ 入圍奧斯卡最佳女主角
- 1994年《新小婦人》（Little Women）
- 1995年《越過死亡線》（Dead Man Walking）─ 榮獲奧斯卡最佳女主角，入圍金球獎
- 1995年《邊個係？邊個唔係？》（The Celluloid Closet）
- 1996年《飛天巨桃歷險記》（James and the Giant Peach）
- 1998年《親親小媽（英语：Stepmom (1998 film)）》─ 入圍金球獎
- 1999年《風雲時代（英语：Cradle Will Rock）》
- 1999年《管到太平洋（英语：Anywhere but Here (film)）》/《幸福頂心杉》
- 1999年《末路迷情（英语：Earthly Possessions (film)）》/《有錢唔駛慌》
- 2000年《現代奇航（英语：Joe Gould's Secret (film)）》
- 2000年《淘氣小兵兵遊巴黎（英语：Rugrats in Paris: The Movie）》─ 配音
- 2001年《貓狗大戰》（Cats & Dogs）─ 配音
- 2002年《玩酷子弟（英语：Igby Goes Down）》/《伊比的墮落》─ 入圍金球獎
- 2002年《熱力師奶（英语：The Banger Sisters）》/《搖滾雙妹嘜》
- 2002年《讓愛自由（英语：Moonlight Mile (film)）》/《情義三人行》
- 2004年《紐約奇蹟》（Noel）
- 2004年《驚笑好萊塢》（Jiminy Glick in Lalawood）─ 以本人身分客串
- 2004年《來跳舞吧》（Shall We Dance）
- 2004年《阿飛外傳》（Alfie）
- 2005年《伊麗莎白小鎮》（Elizabethtown）
- 2005年《愛情和香煙》（Romance & Cigarettes）
- 2006年《不可抗拒》（Irresistible）
- 2007年《惡爸臨門》（Mr. Woodcock）
- 2007年《震撼效應》（In the Valley of Elah）
- 2007年《曼哈頓奇緣》（Enchanted）
- 2007年《巴黎心楓葉情》（Emotional Arithmetic）
- 2007年《伯納德與桃瑞絲》/《班納與黛麗絲》（Bernard and Doris）─ 入圍金球獎最佳女主角
- 2008年《駭速快手》（Speed Racer）
- 2009年《蘇西的世界》（The Lovely Bones）
- 2009年《愛，孕轉》（The Greatest ）
- 2010年《死亡醫生》（You Don't Know Jack）─ HBO電視劇
- 2010年《孔雀鎮》（Peacock）
- 2010年《華爾街：金錢萬歲》（Wall Street: Money Never Sleeps）
- 2011年《宅在家的傑克》（Jeff Who Lives at Home）
- 2012年《雲圖》（Cloud Atlas）
- 2012年《我老爸卡好》（That's My Boy）
- 2013年《限時翻供》（Snitch）
- 2014年《譚美（英语：Tammy (film)）》
- 2015年《幸福不設限》（About Ray）
- 2015年《老媽我最大》(The Meddler)
- 2016年《母親與女兒》（Mothers and Daughters）
- 2018年《約翰·多諾萬的死與生》(The Death and Life of John F. Donovan)
- 2020年《說不出的告別》( Blackbird)
- 2021年《尬電殺手》/《警醒》（Jolt）
- 2023年《藍甲蟲》（Blue Beetle）

## 外部連結
- 蘇珊·莎蘭登在互联网电影资料库（IMDb）上的資料（英文）
- 蘇珊·莎蘭登的Instagram帳戶
- 蘇珊·莎蘭登的X（前Twitter）